# Pterochilus teta
Pterochilus teta är en stekelart som beskrevs av Giordani Soika. Pterochilus teta ingår i släktet Pterochilus och familjen Eumenidae. Inga underarter finns listade i Catalogue of Life.